# 福田秀和
福田 秀和（ふくだ ひでかず、1960年 - ）は、日本のジャーナリスト。日本経済新聞社グローバル事業局次長兼中文事業部長。

## 概要
| 年表                   | 経歴                                                                             |
| ---------------------- | -------------------------------------------------------------------------------- |
| 1960年日時不明         | 東京都中央区日本橋生まれ                                                         |
| 1984年4月              | 一橋大学社会学部を卒業し、日本経済新聞社入社                                     |
| 1984年4月              | 政治部で中曽根康弘総理大臣の総理番から始め、経済部、宇都宮支部、東京都庁担当     |
| 1991年9月              | テレビ東京ディレクター                                                           |
| 1991年9月              | テレビ東京『ワールドビジネスサテライト』ニュースデスク                           |
| 1996年10月 - 1997年9月 | テレビ東京『TXNニュース THIS EVENING』週末メインキャスター                       |
| 1997年10月 - 1999年9月 | テレビ東京『TXNニュースワイド 夕方いちばん』プロデューサー・週末メインキャスター |
| 2000年7月              | テレビ東京報道局報道番組部副部長                                                 |
| 2001年3月              | 日本経済新聞電子メディア局副参事                                                 |
| 2001年3月              | 日本経済新聞電子メディア局事業企画グループ担当次長                               |
| 2007年1月              | 日本経済新聞デジタルメディア（電子メディア局の分社化）                           |
| 2009年                 | 日本経済新聞ビジネスサイト制作部長                                               |
| 2011年                 | 日本経済新聞東京本社デジタル編成局次長                                           |
| 2012年                 | 日本経済新聞グローバル事業局次長、兼中文事業部長                                 |

## 著書
- インターネット・サバイバル（日本評論社）
- ニュース犬ブーニー物語 （ポプラ社）